# Doom: A Társasjáték
A Doom: A Társasjáték egy kaland társasjáték 2, 3 vagy 4 játékos részére, amelyet Kevin Wilson tervezett és a Fantasy Flight Games adta ki 2004-ben. A játék az id Software által fejlesztett Doom-sorozaton alapul, bár a legtöbb elem a Doom 3-ból van. 
2005-ben egy kiegészítőt is kiadtak a játékhoz Doom: A Társasjáték Kiegészítő Csomag néven (Doom: The Boardgame Expansion Set), amely már nehézségi szinteket és új játék elemeket is tartalmaz, továbbá a játékszabályokat is frissítették.

## Játékmenet
A játékosok a Tengerészgyalogosok és a Megszállók csapata közül választhatnak. A Megszállókat csak egy játékos irányítja, míg a többi játékos egy-egy tengerészgyalogost irányít a háromból. Még mielőtt a játék megkezdődne, választaniuk kell a játékosoknak egy szabálykönyvet, amely alapján fog majd a történet játszódni. A hadjárat öt szabálykönyvet tartalmaz, de akár saját szabálykönyvet is készíthetünk. A Megszállókat irányító játékosnak hat zászlót kell összegyűjtenie, a Tengerészgyalogosoknak viszont meg kell találniuk a kijáratot ahhoz, hogy nyerjenek. Egy zászlót akkor kap meg a Megszállókat vezető játékos, ha megölt egy tengerészgyalogost. Amikor egy tengerészgyalogos meghal, akkor újrakezdheti a játékot távol attól a ponttól, ahol meghalt. Egyértelműen elfogult egy kicsit a játék, mivel a Megszállókat vezető játékos hátrányba érezheti magát a három tengerészgyalogossal szemben. Kevin Wilson, a játék tervezője azt állítja, hogy egyformán jól győzhet a két csapat, nincs különbség az erőfölényükben. Csak úgy mint a többi társasjátékban, ebben is lehet saját szabályokat létrehozni, hogy kiegyenlítődjenek az erőfölények, ha a játékosok úgy gondolják.

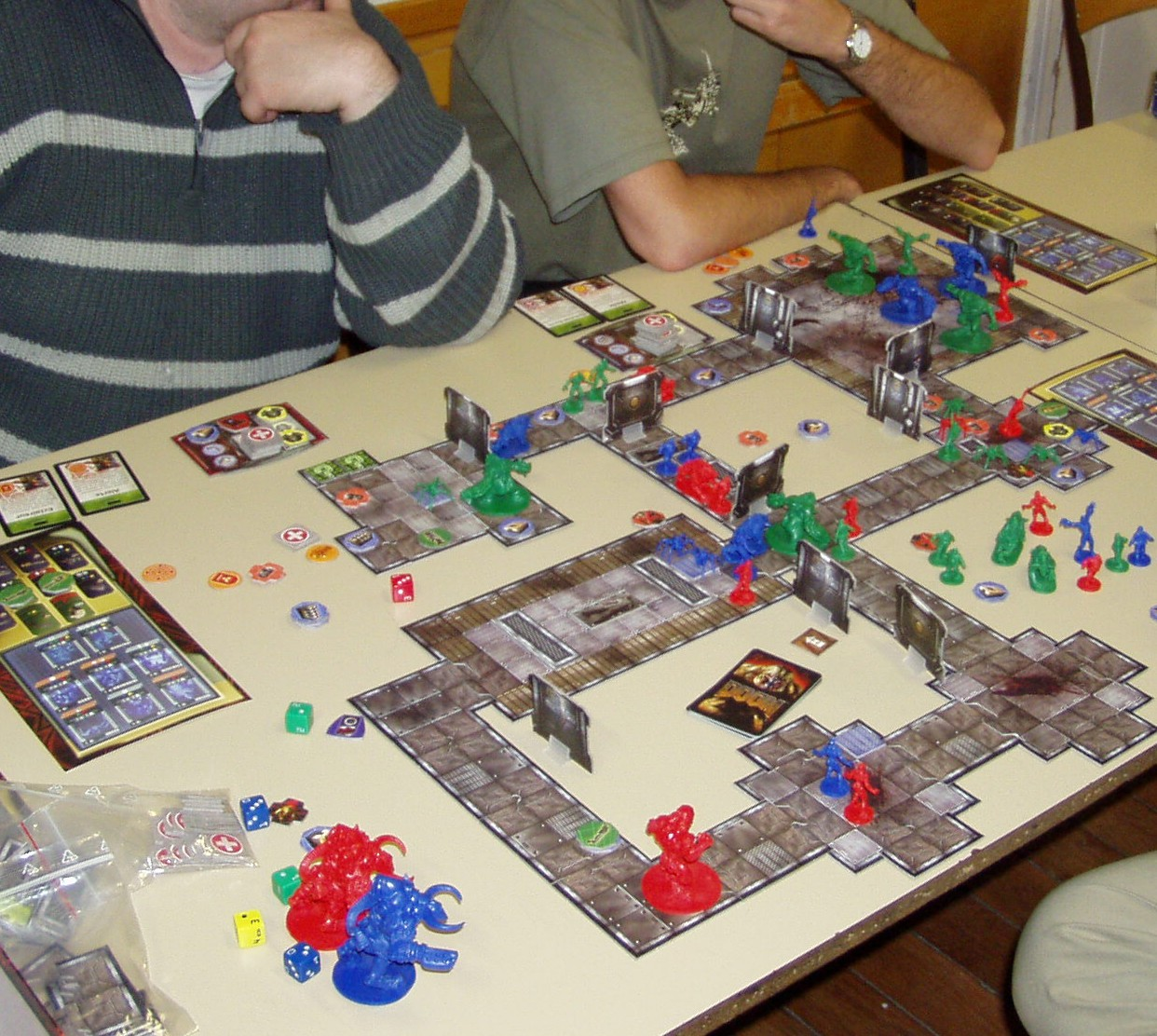
Doom: A Társasjáték játék közben.

A társasjáték szabályai sokkal egyszerűbbek, mint az első látásra tűnne a szabálykönyvre nézve és részeiben ugyan hosszúak, de következetesek és logikusak. Egy játékos idegenként és egyfajta játékmesterként is tevékenykedik. Mindig, amikor egy tengerészgyalogos kinyit egy ajtót, vagy eléri a folyosó sarkát, elolvashatja a "forgatókönyvből", hogy mi az új szoba amelyre néznek és a fegyverekről, holttestekről és gonosz teremtményekről, amelyeket ott találnak, mindezt némi fekete humorral fűszerezve. Utána jön a játék lényege, a harc, amelynek a menete bár nem teljesen eredeti ötlet, de nagyon okosan van megcsinálva. Speciális kockákat kell használni és egy dobásból megkapjuk a lövés távolságát, az okozott kár mértékét és az elhasznált lőszer mennyiségét. Előbb a tengerészgyalogosok következnek egyesével, majd az idegenek, egészen addig, amíg az egyikük el nem éri a győzelmet, illetve teljesíti annak feltételeit, amely minden forgatókönyv esetén más.
A játék azért kissé bonyolultabb, mint ahogy az elsőre kinéz, több okból is. Először is, a külön szituációkat úgy alkották meg, hogy az idegenek és tengerészgyalogosok számára egyaránt inkább rövidtávú taktikai célokat határoz meg, minthogy csak szimpla lövöldözés legyen. Ez azt jelenti, hogy meg kell tisztítani az utad az ajtóig, miközben egy gránátokkal teli ládát kell cipelned magaddal és lehetőleg a földön heverő amfetaminos tubust is fel kell venned. Nem csak különböző küldetések vannak, de egyéb olyan részeket is találhatunk a játékban, amik változatossá és ezáltal többször újrajátszhatóvá teszik. Minden tengerészgyalogosnak két speciális képessége van - mint például medikus, vagy mesterlövész -, amely minden játékban más és más. A Megszállókat irányító játékosnak is vannak akció kártyái, amelyekkel új társakat teremthet magának a folyosókba, vagy egyéb kellemetlen meglepetéseket okozhat a katonáknak.
Ha a tengerészgyalogosok nem nyernek nagyon korán, a játék akár három óráig is eltarthat, de ezt alig vesszük majd észre, mivel a játékmenet gyors és odafigyelést igényel, a tengerészgyalogosokkal játszók általában mindig megbeszélik a lehetőségeiket, így az idő könnyen eltelik.